# Chiesa di Madonna Bianca
La chiesa di Madonna Bianca è una chiesa cattolica situata a Trento; è sede parrocchiale e fa parte dell'arcidiocesi di Trento.

## Storia
La chiesa parrocchiale del rione di Madonna Bianca a Trento sud fu eretta su progetto dell'architetto Marcello Armani e dell'ingegnere Luciano Perini. È dedicata all'Immacolata Concezione. Essa si inserisce armoniosamente in un quartiere di edilizia popolare costruito ex novo negli anni '70 su progetto di Efrem Ferrari, Marcello Armani e Luciano Perini.

## Descrizione

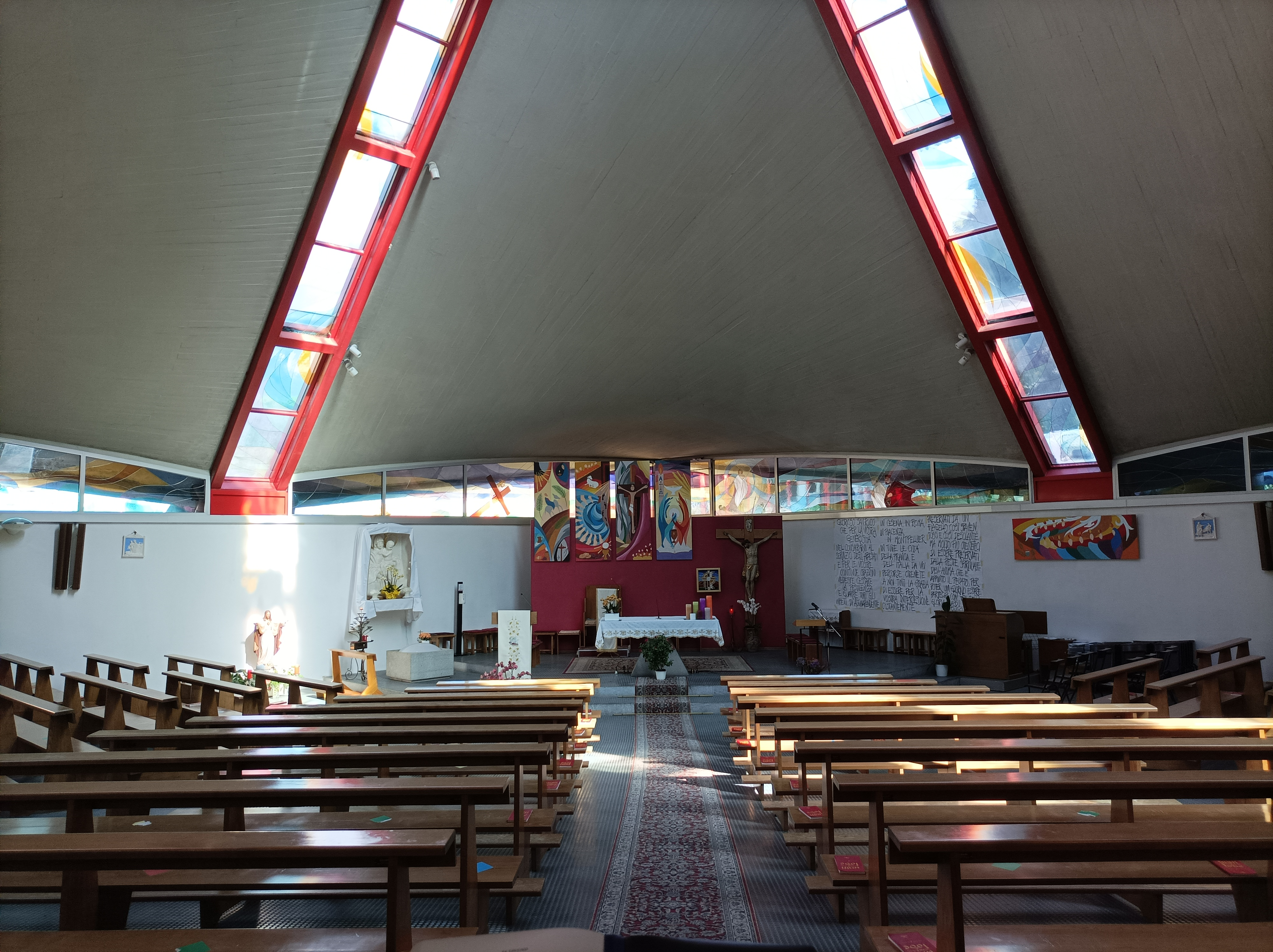
Interno

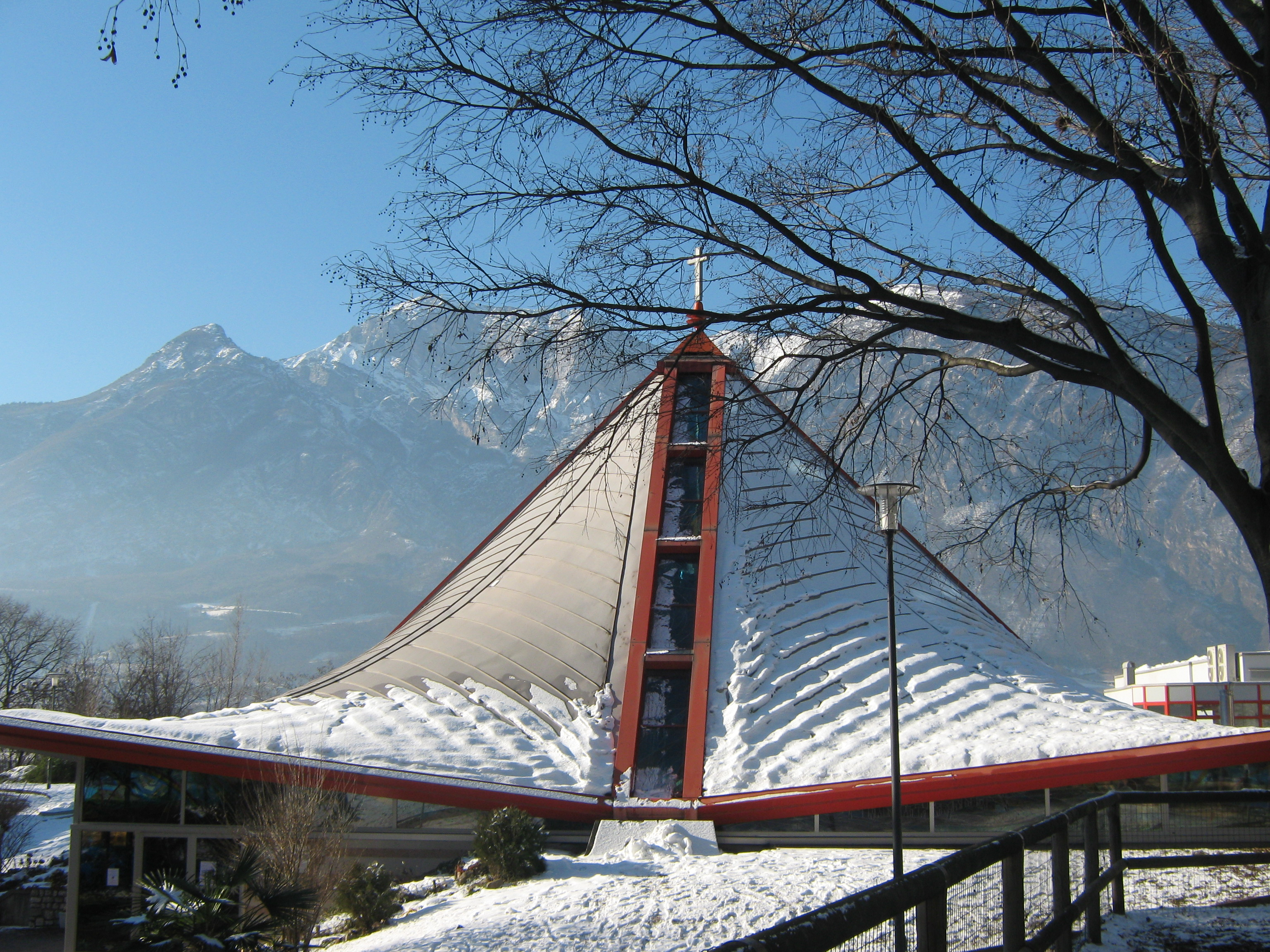
Vista innevata

L'edificio è a pianta quadrata, quasi interamente interrato ad esclusione del tetto a quattro falde. La muratura è a vista solo in corrispondenza dell'accesso alla chiesa, situato nell'angolo sud-est, e si presenta rivestita in lastre di pietra calcarea bianca e rossa. Dal terreno emerge il tetto bianco, in cemento armato con rivestimento in lamiera, a quattro falde a superficie anticlastica, ovvero con gli angoli girati verso l'esterno, con struttura in acciaio rosso. Nell'aspetto il tetto riprende la forma di una tenda che rappresenta per i fedeli il ricordo di essere pellegrini sulla Terra.
L'interno si presenta ad aula unica, con la platea digradante verso il presbiterio, posto nell'angolo nord-ovest e rialzato su due gradini. La luce naturale filtra attraverso le vetrate perimetrali, poste a livello del terreno, e attraverso i lucernari che si aprono lungo la struttura portante della volta.
A fianco del presbiterio si trova un altorilievo di una Madonna con Bambino, che riproduce quello presente nel capitello votivo in gesso e cemento bianco, murato sulla parete di una casa rurale del secolo XVII, da cui ha attinto la toponomastica del quartiere.

## Curiosità
La forma moderna della chiesa di Madonna Bianca si abbina per contrasto a quella di una sua pertinenza, la Cappella di Sant'Antonio Abate a pianta ottagonale con un piccolo campanile a vela, datata 1662, che sorge arroccata su uno sperone roccioso nelle immediate vicinanze.